# Benutzerverzeichnis
Das Benutzerverzeichnis ist das Stammverzeichnis der Verzeichnisse, in denen üblicherweise die persönlichen Daten und Einstellungen eines Computerbenutzers abgelegt werden. Die Verwendung von Benutzerverzeichnissen ermöglicht in Mehrbenutzersystemen eine Trennung der Daten zwischen den unterschiedlichen Benutzern. Bei einem Systemupdate oder einer Neuinstallation des Betriebssystems ermöglichen Benutzerverzeichnisse auf einer separaten Partition zudem die problemlose Migration der Benutzerdateien.
Die Trennung von Benutzer- und System-Daten dient in vernetzten Computersystemen auch als Schutzmechanismus. Denn da Malware dann nur mit den Rechten des befallenen Benutzers ausgeführt werden kann, wird durch den Einsatz von Benutzerverzeichnissen die Gefahr gebannt, dass andere Dateien (u. U. Systemdateien und Dateien anderer Benutzer) infiziert oder gelöscht werden, da der Benutzer auf diese Dateien in der Regel keine Schreib- und Löschrechte hat.

## Unixoide Systeme
Auf unixartigen Systemen enthält das Benutzerverzeichnis die Konfigurationsdateien des Benutzers (üblicherweise versteckt, also mit einem Punkt . beginnend), alle persönlichen Dateien, sowie vom Benutzer lokal installierte Programme und Bibliotheken. Das Benutzerverzeichnis wird als Teil der Kontodaten des Benutzers spezifiziert (normalerweise in der Datei /etc/passwd). Auf vielen Systemen (Linux-Distributionen eingeschlossen) ist es unter dem Pfad /home/benutzername zu finden, wobei benutzername der Name des jeweiligen Benutzers in Kleinbuchstaben ist. In OPENSTEP (vormals NeXTStep) und macOS (vormals Mac OS X) werden die Benutzerverzeichnisse unter /Users abgelegt. In der Unix-Shell enthält die Umgebungsvariable $HOME den Pfad des aktuell angemeldeten Benutzers.
Das Benutzerverzeichnis des root-Benutzers ist herkömmlicherweise / (Wurzelverzeichnis). Auf vielen System kommt jedoch auch /root (Linux, BSD) oder /var/root (macOS) zum Einsatz.
Eine zusätzliche UNIX-Namenskonvention ist, dass ~benutzername (die Taste  ~ , „Tilde“) als Abkürzung für das Benutzerverzeichnis des Benutzers namens benutzername verwendet werden kann, gleich wo sich das Benutzerverzeichnis im Dateisystem befindet. Diese Konvention wurde mit der C-Shell eingeführt und ist der Grund, warum viele Webserver die Homepage eines Benutzers anzeigen, wenn eine URL in der Form http://www.example.org/~benutzername in die Adresszeile eines Webbrowsers eingegeben wird. Eine weitere Konvention erlaubt es Benutzern, ihr eigenes Benutzerverzeichnis immer mit ~ abzukürzen.
In vielen Konfigurationsdateien, Scripten und auf der Kommandozeile können oft ebenfalls die Tilde oder die Umgebungsvariable $HOME genutzt werden, um den Pfad für jeweiligen Benutzer angeben zu können.
Beispiel: das Verzeichnis Downloads für den aktuellen Benutzer:
```
$HOME/Downloads
~/Downloads
```

Siehe auch: Filesystem Hierarchy Standard

## Windows
In aktuellen Versionen von Windows, die auf dem Mehrbenutzersystem der Windows-NT-Linie basieren, hat jeder Benutzer sein eigenes Benutzerverzeichnis. Dieses liegt unter C:\Users\benutzername. benutzername ist dabei die Kennung, unter der sich der Benutzer anmeldet. Users wird dabei im Windows-Explorer in die jeweilige Sprache des Systems übersetzt angezeigt; auf einem deutschen Windows liest man daher Benutzer.
Vor Windows Vista, also bis Windows XP, lautet der Pfad in deutschen Versionen C:\Dokumente und Einstellungen\benutzername. Daher existiert bei späteren Windows-Versionen oft aus Gründen der Kompatibilität standardmäßig ein Link von diesem Pfad zum aktuellen.
Der Pfad zum Benutzerverzeichnis ist auch in der Umgebungsvariablen %USERPROFILE% gespeichert.
Unter den älteren Systemen der Windows-9x-Linie wurden die Benutzerdaten unter C:\Windows\Profiles\benutzername abgelegt.

## VMS
Im Virtual Memory System (VMS) heißt das Benutzerverzeichnis verwirrenderweise Wurzelverzeichnis. Dies ist nicht zu verwechseln mit dem Begriff des Wurzelverzeichnisses unter Unix-Betriebssystemen, wo er die höchste Ebene eines Dateisystems (die Wurzel) benennt. Diese oberste Ebene wird in VMS Master File Directory genannt.